# UMF Njarðvík
Ungmennafélag Njarðvíkur (deutsch: Jugendverein Njarðvík), vor allem bekannt als UMF Njarðvík oder nur Njarðvík, ist ein isländischer Sportverein aus dem im Südwesten der Insel gelegenen Reykjanes-Halbinsel. Der Verein ist vor allem für seine Basketball- und Fußballmannschaften bekannt, dabei haben die Basketballer, die auch auf 1969 in den Verein integrierten den Íþróttafélag Keflavíkurflugvallar zurückgehen, mehrere nationale Titel gewonnen. Zeitweise war der Klub isländischer Rekordmeister, ehe die Basketballer von KR Reykjavík als Serienmeister der 2010er Jahre mit ihrem 2019 gewonnenen 18. Titel vorbeizogen.

## Geschichte
UMF Njarðvík gründete sich 1944.

### Fußball
Die Fußballabteilung entstand 1968. Zunächst spielte die Mannschaft nur im unterklassigen Bereich, nahm aber direkt am Landespokal teil. 1981 gewann der Klub die Meisterschaft in der drittklassigen 3. deild karla und stieg in die Zweitklassigkeit auf. In der 2. deild karla hielt er sich fünf Spielzeiten, in der Spielzeit 1986 gelangen nur vier Saisonsiege und gemeinsam mit dem punktlosen Schlusslicht UMF Skallagrímur musste der Klub wieder absteigen. Nach mehreren Jahren im unterklassigen Teil der isländischen Ligapyramide kehrte die Mannschaft zur Spielzeit 2003 in die zweite Spielklasse zurück, verpasste aber in der folgenden Spielzeit punktgleich mit Haukar Hafnarfjörður aufgrund der schlechteren Tordifferenz den Klassenerhalt. Zwischen 2007 und 2008 und nochmals 2010 sowie zwischen 2018 und 2019 war der Klub erneut in der zweiten Liga vertreten.

### Basketball
Die Abteilung geht auf den im deutschsprachigen Raum häufig mit ÍKF Keflavíkurflugvöllur abgekürzten Íþróttafélag Keflavíkurflugvallar zurück, der 1969 als Basketballabteilung in UMF Njarðvík aufging. Nach der Gründung Anfang der 1950er Jahre gehörte der Verein zu den dominierenden isländischen Mannschaften und war 1952 erster Landesmeister in der Úrvalsdeild. Insgesamt gewann er in den 1950er Jahren vier Mal den Titel. Aufgrund finanzieller Probleme stieg die Mannschaft in den 1960er Jahren in die zweitklassige 2. deild karla ab und pendelte auch nach der Fusion zeitweise zwischen erstem und zweitem Spielniveau. Nach einer Durststrecke gewann die Mannschaft erstmals 1981 unter neuem Namen die Meisterschaft und gehörte auch in den folgenden Jahren zu den führenden Mannschaften mit Titeln sowohl in der Meisterschaft als auch im Pokalwettbewerb. 
Die später entstandene Frauschaft pendelte zeitweise ebenfalls zwischen Úrvalsdeild kvenna und 2. deild karla. 2012 gewann sie das Double aus Meistertitel und Landespokal, zehn Jahre später gelang ein weiterer Meisterschaftsgewinn. Mit Lele Hardy 2012 und Aliyah Collier 2022 stellte der Klub dabei jeweils den MVP der Play-off-Spiele.

#### Erfolge
- Isländischer Meister der Männer: 19521, 19531, 19561, 19581, 1981, 1982, 1984, 1985, 1986, 1987, 1991, 1994, 1995, 1998, 2001, 2002, 2006
- Isländischer Pokalsieger der Männer: 1987, 1988, 1989, 1990, 1992, 1999, 2002, 2005, 2021
- Isländischer Supercupsieger der Männer: 1995, 1999, 2001, 2002, 2004, 2005, 2006
- Isländischer Zweitligameister der Männer: 19651, 19691, 1972
- Isländischer Meister der Frauen: 2012, 2022
- Isländischer Pokalsieger der Frauen: 2012
- Isländischer Zweitligameister der Frauen: 2000, 2001, 2009, 2015, 2021

1 als Íþróttafélag Keflavíkurflugvallar